# Saint Pierre du Bois
Saint Pierre du Bois is een parish van het Britse kroondomein Guernsey.
Saint Pierre du Bois telt 2188 inwoners. De oppervlakte bedraagt 6,2 km², de bevolkingsdichtheid is 352,9 inwoners per km².
Castel · Forest · Saint Andrew · Saint Martin · Saint Peter Port · Saint Pierre du Bois · Saint Sampson · Saint Saviour · Torteval · Vale

Afhankelijkheden: Alderney · Sark